# Atlantisch orkaanseizoen 1960
Het Atlantisch orkaanseizoen 1960 duurde van 1 juni 1960 tot 30 november 1960. Het seizoen 1960 was een normaal seizoen wat betreft de activiteit. Wat betreft het aantal tropische cyclonen lag het seizoen onder het gemiddelde. Het seizoen telde zeven tropische stormen, die op een na allemaal een naam kregen. Vier tropische stormen promoveerden tot orkaan.
Twee orkanen wiesen aan tot majeure orkanen, dat wil zeggen van de derde categorie of meer, deze beide orkanen, Donna en Ethel bereikten beiden de vijfde categorie. Het seizoen 1960 was met het seizoen 1961, seizoen 2005 en het 2007 een van de vier bekende seizoenen met twee of meer orkanen van de vijfde categorie. Het seizoen 1960 is het enige seizoen met twee opeenvolgende orkanen van de vijfde categorie. Donna was verder opmerkelijk, omdat zij de langst bekende periode als majeure orkaan doorbracht.

## Cyclonen

### Tropische storm zonder naam
Op 22 juni lag er een onweersstoring boven de Baai van Campeche, die tot ontwikkeling kwam. Een verkenningsvliegtuig vond een minimale druk van 1008 mbar, maar geen gesloten circulatie. De waarnemingen van weerstations pleitten echter wel voor een gesloten circulatie, zodat er op 22 juni sprake was van een tropische depressie boven de Baai van Campeche. De tropische depressie trok naar het noordwesten en de volgende dag werden de stromingen op grote hoogte veel gunstiger voor tropische cyclonen. Op 23 juni promoveerde de tropische depressie tot tropische storm en bereikte zijn hoogtepunt met windsnelheden van 74 km/uur. De tropische storm landde op 24 juni op de Texaanse kust, een kleine 50 km ten westen van Corpus Christi als minimale tropische storm met windsnelheden van 65 km/uur en een druk van 1002 mbar. Na landing degradeerde de tropische storm tot tropische depressie, die een cirkel draaide tegen de wijzers van de klok in tussen Corpus Christi en San Antonio.
Na voltooiing van de lus koerste de tropische depressie verder naar het noordoosten en loste op boven Illinois op 29 juni. De tropische storm eiste vijftien mensenlevens. Drie mensen verdronken, toen de tropische storm een garnalenvissersboot kelderde. Een andere garnalenvisser liep door de storm aan de grond. Er viel veel regen in het gebied tussen van Texas en Illinois, maar vooral in het gebied waar de tropische depressie een cirkel had geschreven tussen Corpus Christi en San Antonio. De tropische storm veroorzaakte $3.600.000,- schade (niet gecorrigeerd voor inflatie).

### Orkaan Abby
Op 9 juli werd een tropische depressie waargenomen ten oosten van Barbados, die westwaarts trok onder invloed van een rug van hoge druk boven de Golf van Mexico en de westelijk Atlantische Oceaan. Boven de tropische depressie ontstond een hogedrukgebied op grote hoogte, waardoor de tropische depressie zeer snel ontwikkelde. De depressie passeerde op 9 juli eerst ten noorden van Barbados, nog als tropische depressie en later ten noorden van Saint Lucia en promoveerde omstreeks dat moment tot orkaan Abby. Abby was van relatief kleine omvang, die soms moeilijk was te onderscheppen met de radar. Toch was zij goed georganiseerd op het moment, dat zij Sint Lucia passeerde en later, toen zij landde in Brits-Honduras. Abby trok verder westwaarts en bereikte op 11 juli haar hoogtepunt als orkaan van de tweede categorie met windsnelheden tot 157 km/uur boven het oosten van de Caraïbische Zee. Hoewel er weinig schering stond, kreeg Abby steeds minder convectie en verzwakte gestaag. Op 13 juli degradeerde Abby tot tropische storm ten zuiden van Jamaica.
Waarschijnlijk ook omdat het hogedrukgebied boven Abby op grote hoogte verzwakte. Dit veranderde op 14 juli toen het hogedrukgebied opbloeide en hiervan wist Abby te profiteren. Abby werd op 14 juli opnieuw een orkaan net boven de kust van Honduras. Abby landde ten slotte op 15 juli op de kust van het uiterste zuiden van Brits-Honduras met windsnelheden tot 130 km/uur. Op 16 juli degradeerde Abby tot tropische depressie, die verder naar het westnoordwesten trok en dezelfde dag oploste boven de landengte van Tehuantepec. Op Saint Lucia kwamen zes mensen om het leven toen het dak van een huis instortte. Verder werd de bananenteelt en kokosnotenteelt zwaar getroffen. Ook op Martinique werd 33% van de bananen- en suikerrietplantages vernietigd. En ook in Brits-Honduras was er voornamelijk sprake van schade aan de landbouw. In totaal veroorzaakte Abby ongeveer $600.000,- schade (niet gecorrigeerd voor inflatie). Overblijfselen van Abby deden later boven de Grote Oceaan mede de orkaan Celeste ontstaan.

### Tropische storm Brenda
Op 28 juli ontstond een oppervlakkig lagedrukgebied boven het noordoosten van de Golf van Mexico. Het lagedrukgebied trok naar het noordoosten en ontwikkelde een gesloten circulatie. Daarmee promoveerde het tot tropische depressie. De tropische depressie landde op de kust van het noordwesten van Florida en trok verder noordoostwaarts. De tropische depressie werd op 29 juli door een verkenningsvliegtuig geïnspecteerd boven de grens van Florida en Georgia. Daaruit bleek dat de tropische depressie boven land was gepromoveerd tot tropische storm Brenda. Brenda trok langs de kust naar het noordoosten en was vaker boven land dan boven zee. Op 30 juli bereikte Brenda haar hoogtepunt met windsnelheden tot 93 km/uur. Boven New England verlegde Brenda haar koers meer landinwaarts en verloor op 31 juli boven Canada ten noorden van Maine haar tropische kenmerken. Er waren enige verkeersslachtoffers te betreuren, wiens dood met de zware regens in verband werden gebracht, maar geen slachtoffers konden in direct verband met Brenda gebracht worden. Brenda veroorzaakte weinig schade, $5.000.000,- (niet gecorrigeerd voor inflatie).

### Orkaan Cleo
Een trog van lage druk in de buurt van de Bahama's ontwikkelde tot een onweersstoring waarin zich op 17 augustus tropische storm Cleo ontwikkelde aan de oostkant van de Bahama's. Cleo trok noordoostwaarts en promoveerde op 18 augustus op 630 km ten noordoosten van Nassau tot orkaan. Cleo draaide naar het noordnoordoosten en bereikte zijn hoogtepunt op 20 augustus met windsnelheden tot 148 km/uur. Toen Cleo Nova Scotia naderde, kwam zij boven koeler water en degradeerde tot tropische storm op 20 augustus en draaide naar het oostnoordoosten, weg van de kust. De volgende dag loste Cleo op ten zuiden van Newfoundland.

### Orkaan Donna

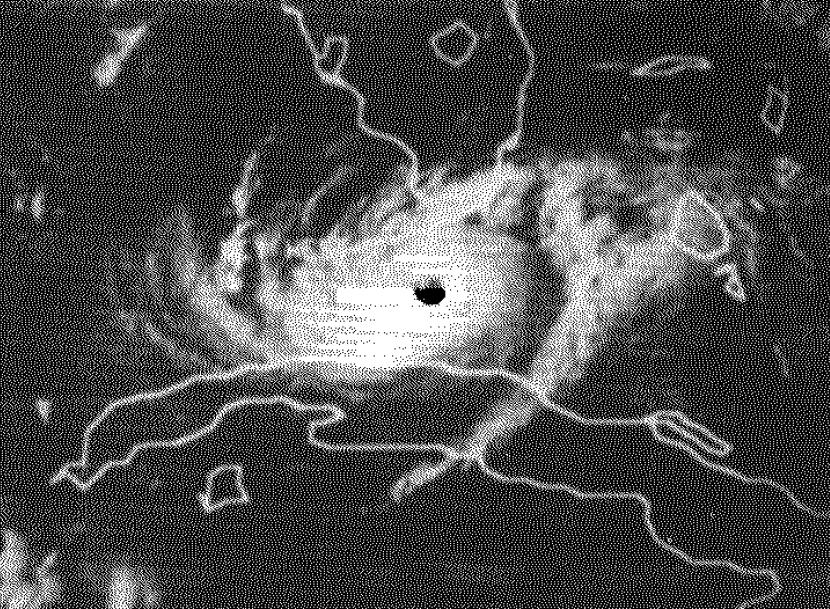
Donna, als orkaan van de vierde categorie boven de Straat Florida. Satellietbeeld van 10 september 1960.

Op 29 augustus trok een stevige tropische onweersstoring van de Afrikaanse kust westwaarts en gaf die dag reeds zware regenval boven Dakar. Boven de Atlantische Oceaan transformeerde de tropische onweersstoring tot tropische depressie ten zuidzuidoosten van de archipel Kaapverdië en trok verder westwaarts. Op 30 augustus promoveerde de tropische depressie tot tropische storm Donna ten zuidzuidwesten van Kaapverdië en daarmee was Donna een tropische cycloon van het Kaapverdische type. Een rug van hoge druk ten noorden van Donna, uitgaande van een hogedrukgebied boven de Azoren, hield Donna op een westelijke en later westnoordwestelijke koers. Op 1 september promoveerde Donna tot orkaan boven de Atlantische Oceaan, halverwege Kaapverdië en de Bovenwindse Eilanden. Donna nam snel in kracht toe; op 2 september bereikte zij de derde categorie en op 4 september bereikte Donna haar hoogtepunt als orkaan van de vijfde categorie met windsnelheden tot 260 km/uur en een druk van 947 mbar, net ten oosten van de Bovenwindse Eilanden.
Aangetekend hierbij moet worden, dat deze druk, gemeten door een verkenningsvliegtuig relatief zeer hoog is voor een orkaan van de vijfde categorie en wellicht niet de minimale druk vertegenwoordigd. Donna verzwakte iets en landde op Sint Maarten, Saint-Barthélemy, Barbuda en Anguilla. Op Sint-Maarten werden windsnelheden tot 204 km/uur bij een minimale druk van 952 mbar gemeld. Donna passeerde op 5 september ten noorden van de Maagdeneilanden en Puerto Rico. Hoewel Donna slechts relatief zwakke stormwinden op de Maagdeneilanden teweegbracht en op Puerto Rico windkracht 8 niet eens gehaald werd, werden de eilanden toch getroffen door een stormvloed, die het gevolg was van Donna. Daar werden veel mensen, die net waren teruggekeerd van hun evacuatie, getroffen door overstromingen. De meesten hadden de waarschuwing voor overstromingen in de wind geslagen.

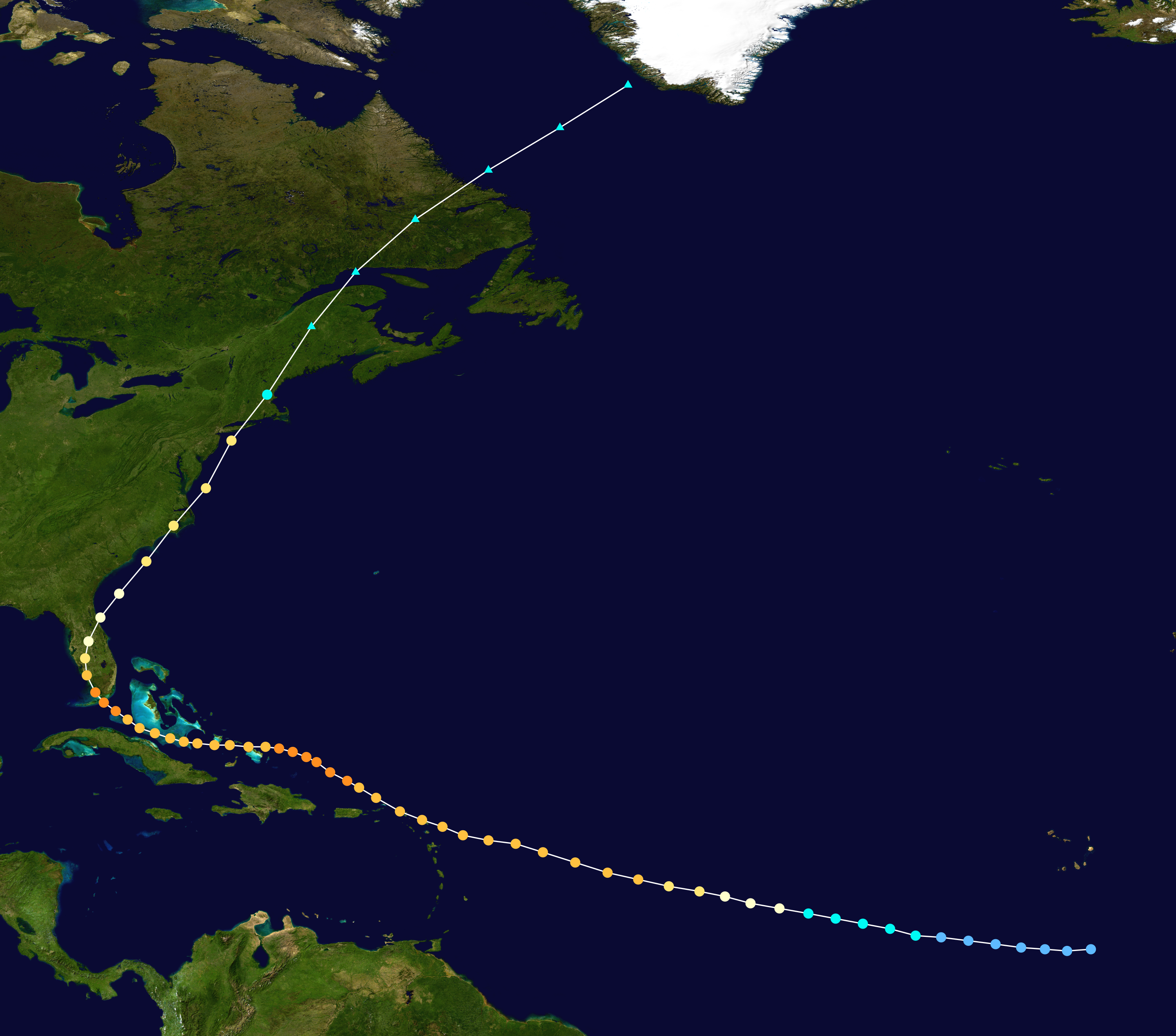
Het parcours van Donna. Verklaring: Turkoois: tropische depressie, Groen: tropische storm, Wit: orkaan, eerste categorie, Roomkleurig: tweede categorie, Geel: derde categorie, Oranje: vierde categorie, Rood: vijfde categorie, Grijs: extratropische storm.

Tussen 5 en 7 september was Donna een steeds noordwestelijker koers gaan varen als gevolg van een kleine trog van lage druk aan haar noordwestflank. Het zuidelijke deel daarvan erodeerde en de luchtdruk begon er te stijgen, zodat Donna vanaf 7 september bijdraaide naar het westen. Bovendien won Donna opnieuw aan kracht en trok als orkaan van de vierde categorie door de Bahama's. Op 8 september landde Donna op de eilanden Mayaguana, Acklins, Fortune en Ragged Island. Informatie over de windsnelheden op deze eilanden was schaars, bekend is dat op Ragged Island de anemometer bezweek bij 240 km/uur. Donna koerste verder richting Cubaanse kust en schampte haar op 9 september, maar in plaats van op Cuba te landen, draaide zij naar het noordwesten, de Straat Florida in, omdat op dat moment de hoge druk aan haar noordflank verzwakte en er een trog van lage druk ontstond boven het oosten van de Verenigde Staten.
Donna won boven het warme water van de golfstroom aan kracht en diepte uit tot 930 mbar op 10 september, toen Donna landde nabij Marathon in de Florida Keys met windsnelheden tot 222 km/uur. Donna koerste de Golf van Mexico binnen en draaide noordwaarts en landde opnieuw in Florida als orkaan van de vierde categorie. Het oog trok over Naples en Fort Myers. Nog altijd onder invloed van de trog draaide Donna naar het noordoosten en degradeerde boven het noorden van Florida naar de tweede categorie op 11 september. Van 2 tot 11 september was Donna onafgebroken een majeure orkaan geweest, voor zover bekend de langste periode in de geschiedenis. Donna kwam voor de noordoostelijke kust van Florida boven de Atlantische Oceaan terecht en trok verder noordoostwaarts. Voor de kust van South Carolina bereikte Donna op 12 september met windsnelheden tot 176 km/uur en een druk van 958 mbar bijna opnieuw de derde categorie.
Op 12 september landde Donna net ten noorden van Wilmington in North Carolina. Enkele uren later kwam Donna weer boven de Atlantische Oceaan ten noordoosten van de grens tussen North Carolina en Virginia. Daarna versnelde Donna noordoostwaarts en landde ook op 12 september op het oostelijke deel van Long Island, nog steeds als orkaan van de tweede categorie. Donna veroorzaakte in de stad New York stormwinden net onder de orkaangrens. Donna trok verder richting Maine, waar Donna op 13 september nog altijd op orkaankracht, haar tropische kenmerken verloor en oostelijk Canada. Op 14 september loste de extratropische Donna op boven de Sint-Laurensbaai.
Donna eiste 364 mensenlevens en veroorzaakte een totale schade van $400 miljoen ($3,3 miljard gecorrigeerd naar inflatie 2005) in vele landen. Donna stond bekend als de orkaan, die de meeste landen aandeed in het Atlantisch bassin. Donna trof Sint Maarten, Saint-Barthélemy, Barbuda, Anguilla en andere Bovenwindse Eilanden, de Amerikaanse Maagdeneilanden, de Britse Maagdeneilanden, Puerto Rico, de Dominicaanse Republiek, Haïti, de Bahama's, Cuba, alle Amerikaanse staten aan de kust van de Atlantische Oceaan en oostelijk Canada. Dit record zou stand houden tot Wilma in het seizoen 2005. Op Sint-Maarten vielen zeven doden .
Op Puerto Rico vielen 107 doden, waarvan 87 in de stad Humacao ten gevolge van de stormvloed. Het aantal slachtoffers op de Bahama's staat niet vast. In de Verenigde Staten vielen ten minste 50 slachtoffers. Op 12 september verklaarde president Dwight D. Eisenhower de zuidelijke helft van Florida tot rampgebied. Naast de (bijna) gebruikelijke schade aan de landbouw, had ook het Nationaal park Everglades het zwaar te verduren gekregen; de mangrovebossen waren zwaar beschadigd en ook bijna alle mahoniebomen, die de Labor Dayorkaan in 1935 hadden overleefd, werden door Donna geveld. De habitat van de Amerikaanse zeearend, het heraldisch symbool van de Verenigde Staten, werd bedreigd, bijna alle nesten in het park waren verloren gegaan. De naam Donna werd geschrapt en nooit meer gebruikt voor een orkaan in het Atlantisch bassin. Doordat Donna een lange levensduur had en de langst bekende, onafgebroken periode in de geschiedenis doorbracht als majeure orkaan, heeft zij de op drie na hoogste ACE-waarde op haar naam geschreven na de Sint-Cyriacus-orkaan, Ivan en orkaan 4 van 1926.

### Orkaan Ethel
Op 14 september, toen Donna oploste, werd tropische storm Ethel voor het eerst waargenomen ten noorden van het schiereiland Yucatán, boven de Golf van Mexico. Ethel trok noordnoordoostwaarts en won zeer snel in kracht; `s middags was Ethel al tot orkaan gepromoveerd en bereikte op 14 september voor zonsondergang (15 september UTC) de derde categorie. Op 15 september werd Ethel de tweede orkaan van de vijfde categorie van het seizoen 1960, toen een verkenningsvliegtuig windsnelheden tot 260 km/uur en een minimale druk van 981 mbar waarnam. Hiermee was het seizoen 1960 een van de drie orkaanseizoenen met meerdere orkanen van de vijfde categorie en het enige seizoen met twee opeenvolgende orkanen van de vijfde categorie. Sommige meteorologen hebben Ethels status als orkaan van de vijfde categorie bestreden, omdat er een grote discrepantie bestaat tussen de windsnelheid van 260 km/uur en de waargenomen druk van 972 mbar, die beter past bij een orkaan van de tweede categorie.
De bewoners van de oostelijke oever van de Mississippi bereidden zich voor op het ergste, maar doordat koude lucht de circulatie van Ethel binnendrong, verzwakte zij net zo dramatisch als zij een etmaal eerder aan kracht had gewonnen. Aan de kust nabij Venice, Louisiana werden weliswaar windsnelheden tot 145 km/uur waargenomen, maar bij landing op 15 september op de kust van Mississippi was zij verzwakt tot tropische storm. Op 16 september degradeerde Ethel tot tropische depressie boven de grens tussen Mississippi en Alabama. Ethel trok verder over Tennessee en loste op 17 september op boven Kentucky. Ethel eiste geen slachtoffers en veroorzaakte 'slechts' $1 miljoen schade (niet gecorrigeerd voor inflatie). Edith is een van de vier orkanen, die de vijfde categorie bereikten en later niet werden geschrapt. De andere drie waren Cleo in 1958, Edith in 1971 en Emily in 2005.

### Tropische storm Florence
Op 16 september werd er ten noordoosten van de Bovenwindse Eilanden een omvangrijke onweersstoring waargenomen, waaruit de volgende dag een tropische depressie ontstond ten noorden van de Maagdeneilanden. Ten noorden van de tropische depressie lag een hogedrukgebied, dat haar op een westelijke koers hield. Op 18 september promoveerde de tropische depressie ten noorden van Puerto Rico tot tropische storm Florence. Dezelfde dag bereikte Florence haar hoogtepunt met windsnelheden tot 74 km/uur. Daarna verzwakte Florence en degradeerde op 19 september tot tropische depressie net ten noordoosten van het uiterste oosten van Cuba. Tropische depressie Florence trok nog verder ten noorden van de Cubaanse kust, draaide naar het zuidwesten in de Golf van Mexico om te landen in de Cubaanse provincie Pinar del Río. Daar draaide Florence zich om naar het noordoosten, landde in Florida en wendde vervolgens opnieuw naar het noordwesten. Florence stak de Golf van Mexico over en landde ten slotte in het uiterste noordwesten van Florida om ten slotte op 27 september boven Mississippi op te lossen. Florence was nooit een goed georganiseerde tropische cycloon geweest en wist, nadat zij was gedegradeerd tot tropische depressie nooit meer tot tropische storm te promoveren. Florence eiste geen slachtoffers en veroorzaakte, afgezien van enige overstromingen in Florida, geen noemenswaardige schade.

## Namen
De volgende lijst werd gebruikt in 1960. De naam Donna werd geschrapt en nooit meer voor een orkaan in het Atlantisch bassin gebruikt.
| - Abby - Brenda - Cleo - Donna - Ethel - Florence - Gladys (niet gebruikt) | - Hilda (niet gebruikt) - Isbell (niet gebruikt) - Janet (niet gebruikt) - Katy (niet gebruikt) - Lila (niet gebruikt) - Molly (niet gebruikt) - Nita (niet gebruikt) | - Odette (niet gebruikt) - Paula (niet gebruikt) - Roxie (niet gebruikt) - Stella (niet gebruikt) - Trudy (niet gebruikt) - Vesta (niet gebruikt) - Wesley (niet gebruikt) |